# Light Aircraft Pilot Licence
Licencja pilota statków powietrznych lekkich (ang. Light Aircraft Pilot Liceanse (LAPL)) – kategoria licencji pilota statku powietrznego uprawniającą do pilotowania w celach niezarobkowych.

## Typy licencji LAPL
LAPL(A) – licencja pilota samolotowego rekreacyjnego
LAPL(H) – licencja pilota śmigłowcowego rekreacyjnego
LAPL(S) – licencja pilota szybowcowego rekreacyjnego
LAPL(B) – licencja pilota balonowego rekreacyjnego